# Митурич, Наталья Константиновна
Княгиня Ната́лья Константи́новна Миту́рич (урождённая Звенигоро́дская; 1895, Ардатов — 1982, Москва) — первая жена Петра Васильевича Митурича, преподавательница французского языка.

## Биография
Родилась в 1895 году в городе Ардатове Нижегородской губернии. Дочь Константина Павловича Звенигородского — члена известного княжеского рода Звенигородских. Получила домашнее образование, после чего окончила Высшие женские курсы в Санкт-Петербурге. Во время пребывания в столице Российской империи познакомилась с художником Петром Васильевичем Митуричем, с которым обвенчалась в Знаменском соборе Ардатова в 1914 году. После Октябрьской революции 1917 года, опасаясь преследований, переехала подальше от родных мест — в село Санталово Новгородской губернии. Там устроилась работать сельской учительницей.  С мая 1922 года в доме Натальи Константиновны Митурич в Санталове жил уже тяжело больной русский поэт Велимир Хлебников — за ним ухаживали Наталья Константиновна и няня её детей Фопенька. Здесь 28 июня 1922 года поэт скончался.
В 1924 году Наталья Константиновна развелась с мужем и переехала в Москву, где устроилась работать учительницей в интернате в Успенском. В 1941 году окончила Московский государственный институт иностранных языков и с 1948 года преподавала в Московском историко-архивном институте французский язык. Замуж больше не выходила. Скончалась в Москве в 1982 году.